# Bette Kane
Bette Kane é uma personagem de histórias em quadrinhos pertencente a DC Comics. Ela surgiu na década de 1960 como Betty Kane, mais tarde através de um retcon seu nome foi mudado para Bette Kane e adotou a identidade de Labareda.

## História da personagem

### Pré Crise
Bette Kane (primeira aparição em Batman #139, 1961) era uma tenista vencedora de diversas competições desde sua infância, competitiva e determinada.
Bette tinha como seu maior ídolo o jovem menino prodígio conhecido como Robin, com o passar dos anos Bette acabou nutrindo um amor platônico pelo herói, foi quando aos seus 16 anos, ela decidiu que já era tempo de conhecer Robin pessoalmente. Usando uma brilhante roupa vermelha e dourada, ela adotou o codinome de Batgirl e passou a lutar ao lado de sua tia Kathy Kane, que atuava como Batwoman. Após algumas aventuras, Bette acabou frustrada por não ter seu amor correspondido, voltando à sua vida normal de estudante, mesmo assim sempre procurando por esportes que à dessem uma dose de emoção (paraquedismo, alpinismo) mas quanto mais esportes radicais ela praticava, mais ela percebia que nada se comparava à vida de combatente de crimes.

### Pós-Crise
Após a Crise nas Infinitas Terras, a personagem conhecido como Batwoman foi apagada da existência, a sobrinha da Batwoman, Betty Kane, também deixou de existir. Ao contrário de sua tia, a ausência de Betty não iria durar muito tempo.
Por um breve período na década de 1970, Betty havia se juntado aos Novos Titãs da Costa Oeste com o codinome de Bat-Girl. Apesar de 'Bat-Girl' não existir mais no universo pós-crise, portanto, uma nova versão do personagem era necessário. Em Secret Origins Annual # 3 (1989), a história oficial Pós-Crise dos Titãs da Costa Oeste foi revelado. Em vez de Betty Kane-Girl, os fãs foram apresentados a uma personagem semelhante: Mary Elizabeth "Betty" Kane, também conhecido por Labareda.
Isso foi uma piada, como a equipe de "Asa Noturna (identidade usada por Dick Grayson depois de deixar de ser o Robin) e Labareda"  ou (Pássaro Flamejante dependendo da tradução de Flamebird), nomes usado por vários personagens ligados ao Superman na Era de Prata.

## Liga da Justiça vs Titãs
Após o término dos Titãs, Bette retornou às quadras de tênis, algum tempo depois acabou sendo sequestrada por Cyborg que desejava reunir seus amigos, membros de algum grupo de alçada Titã. Labareda ajudou os Titãs na luta contra os membros da Liga da Justiça que achavam que a única forma para derrotar o Cyborg seria destruindo-o. Neste episódio, Asa Noturna tentou desencorajá-la à combater o crime, mas Bette decidiu que era hora de provar seu valor.

## Crise Infinita
Bette ajudou os Titãs no combate com o Superboy da Terra Primordial, a heroína se uniu novamente ao grupo, mas sua permanência foi curta.

## Relação com a Batwoman
Após os eventos da Crise Infinita, revela-se que Bette é a prima da atual Batwoman, Kate Kane. Em Detective Comics # 856, Bette se muda para Gotham City para se inscrever na Universidade Gotham. Ela encontra sua prima em uma festa do Departamento de Polícia de Gotham City, e tenta conversar com ela, apenas para ser expulsa. De acordo com o pai de Kate, Bette olha para ela e gosta de passar tempo com ela. Em Detective Comics # 862, Bette é vista encostada em sua cama, olhando para o traje de Labareda e pedindo a Kate como "soltar o passado". Bette é sequestrada por um louco assassino em série, conhecido como o Cutter, e desperta amarrada e amordaçada em sua oficina. O Cutter planeja remover os ouvidos de Bette como parte de um plano para criar uma mulher perfeita através do uso de partes do corpo roubadas. Batwoman resgata Bette do assassino e revela acidentalmente sua identidade. No final da história, Bette é vista em sua roupa de Labareda , dizendo a Kate que ela quer se tornar sua nova parceira. Kate eventualmente concorda em treinar Bette e lhe dá uma roupa militar cinzenta sem capim e o pseudônimo Plebe.  Mais tarde, Bette adquire tecnologia pirotécnica e adota o nome de código Hawkfire.

## DC Rebirth
Em DC Rebirth, Bette diz estar vivendo em West Point e mantem contato com Kate Kane e Julia Pennyworth.